# Waterdragende vrouw
Waterdragdende vrouw is een tekening uit de omgeving van de Zuid-Nederlandse schilder Pieter Bruegel de Oude in het Museum Boijmans Van Beuningen in Rotterdam.

## Voorstelling
Het stelt een vrouw op blote voeten voor die een emmer water draagt. Op de achterzijde is een staande man afgebeeld met over zijn rechterschouder een mantel die tot op de grond reikt. Op zijn hoofd draagt hij een hoed met een slappe rand. Beide figuren zijn op de rug gezien.

## Toeschrijving
De tekening wordt in de literatuur meestal geplaatst in de omgeving van Pieter Bruegel de Oude. Volgens kunsthistoricus Charles de Tolnay, echter, is de achterzijde toe te schrijven aan Jheronimus Bosch. Hij ziet overeenkomsten met de tekeningen Bedelaars en kreupelen in Wenen en Bedelaars en kreupelen in Brussel. De voorzijde is volgens hem gemaakt in de trant van Bruegel.

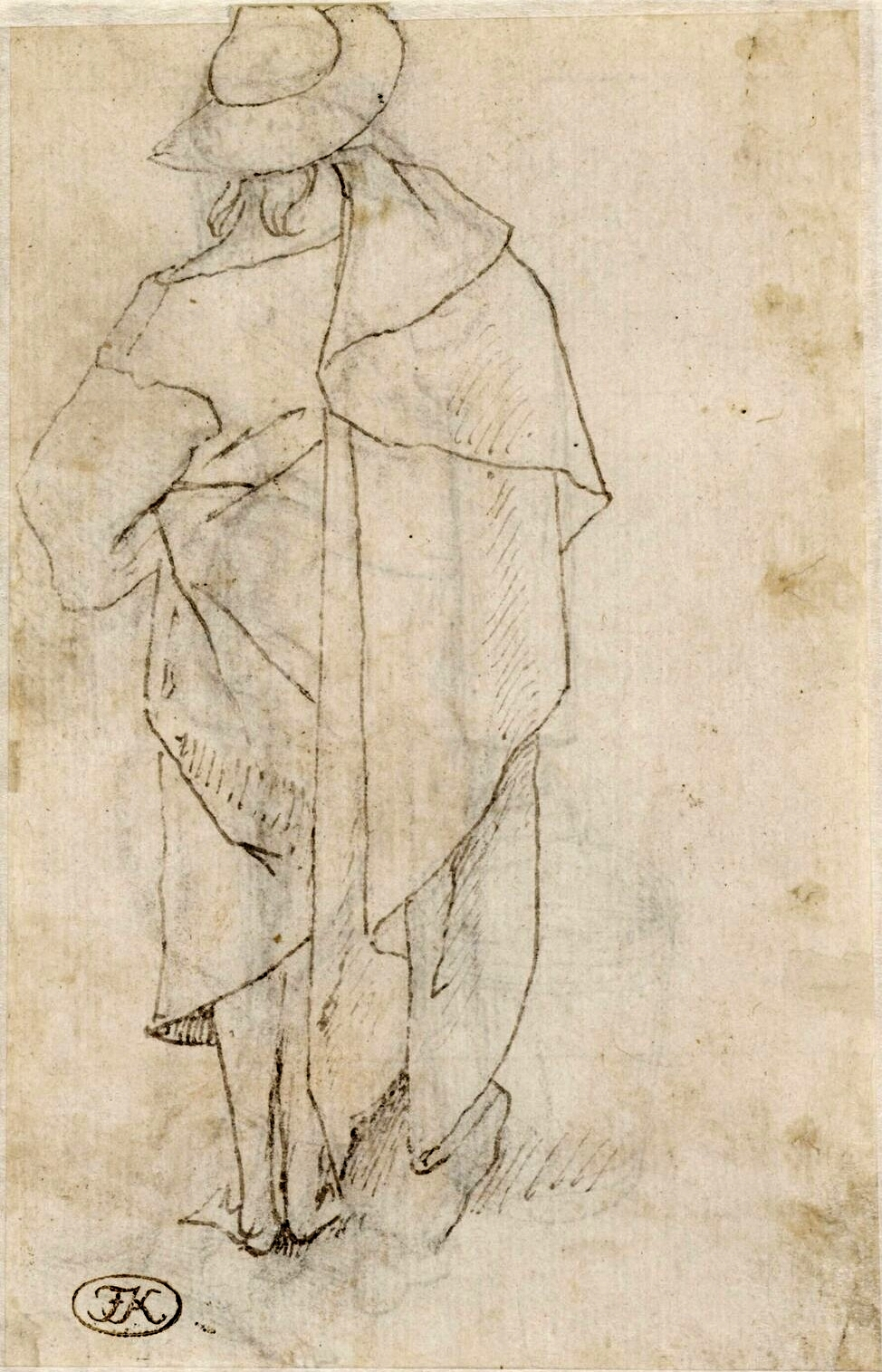
Achterzijde: Staande man op de rug gezien.

De achterzijde is verwant aan een tekening met vier pratende mannen van Bruegel in het Musée du Louvre in Parijs. Volgens De Tolnay gebruikte Bruegel de tekening in Rotterdam als inspiratiebron voor deze tekening. Tegenwoordig gaat men er echter van uit dat de tekening in Rotterdam zelf is ontleend aan Bruegel in plaats van andersom.

## Herkomst
De tekening maakte deel uit van de verzameling van de Oostenrijkse medailleur Joseph Daniel Böhm. Hij werd op 4 december 1865 e.v. in Wenen geveild aan de verzamelaar Alexander Posonyi. Op 2 mei 1906 werd de tekening opnieuw geveild tijdens de verkoping van de verzameling van Max Strauß bij veilinghuis Miethke in Wenen (als Brueghel-Schule (school van Bruegel)). Later werd hij verworven door de Tsjecho-Slowaakse textielproducent Edwin Czeczowiczka en zijn vrouw Clara Reitlinger, mogelijk van Kunsthandlung Gustav Nebehay in Wenen. Op 12 mei 1930 werd de tekening voor 3.200 Reichsmark gekocht door de kunsthandelaar Nicolaas Beets op de verkoping van de verzameling Czeczowiczka-Reitlinger bij C.G. Boerner & P. Graupe in Berlijn (als Pieter Bruegel [de Oude]). Beets verkocht de tekening hetzelfde jaar aan de kunstverzamelaar Franz Koenigs in Haarlem, die hem van 1935 tot 1940 in bruikleen gaf aan het toenmalige Museum Boijmans. In 1940 kocht Daniël George van Beuningen de tekening, die hij in 1941 schonk aan Stichting Museum Boymans.